# Juntas de Ofensiva Nacional Sindicalista
Juntas de Ofensiva Nacional-Sindicalista (JONS) fou un partit polític d'ideologia feixista fundat el 4 d'octubre de 1931 per Ramiro Ledesma Ramos i Onésimo Redondo. Va existir fins al febrer de 1934, quan es va fusionar amb Falange Española. Aglutinava els elements congregats entorn de la revista La Conquista del Estado dirigida per Ledesma i les Juntas Castellanas de Actuación Hispánica de Redondo. Les JONS van constituir el primer intent orgànic del feixisme a l'Estat espanyol, amb influències principalment del feixisme italià i el nacional-socialisme. Reclamaven la creació d'un Estat on els treballadors fossin la pedra fonamental i els objectius fossin l'engrandiment i la unitat de la pàtria espanyola.

## Precedents

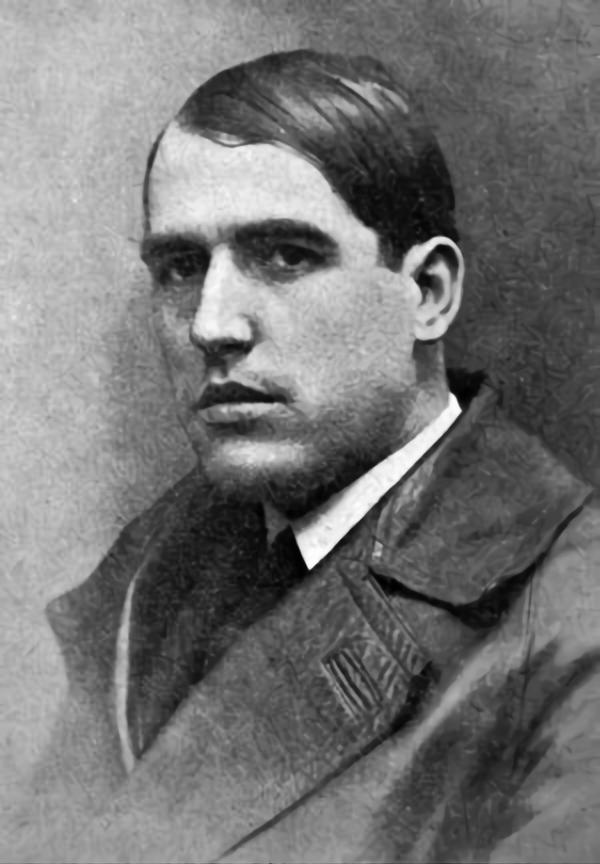
Ramiro Ledesma, fundador de La Conquista del Estado i de les JONS.

La proclamació de la Segona República Espanyola a l'abril de 1931 va obrir una nova etapa a l'Estat espanyol. En un context de lluita política i inestabilitat social, diversos sectors de l'extrema dreta espanyola es van influenciar de corrents ideològiques properes al feixisme italià. Una sèrie d'intel·lectuals radicalitzats donarien un primer impuls al feixisme a Espanya.
En 1931 van aparèixer figures com Ramiro Ledesma Ramos, que va començar a redactar aquell any el setmanari La Conquista del Estado. Ledesma defensava una revolució protagonitzada pels joves amb la finalitat de "recuperar la grandària nacional d'Espanya". Al setmanari dirigit per Ledesma es va afegir Ernesto Giménez Caballero, fundador i director de la revista La Gaceta Literaria. Aquest tenia una gran afinitat amb el feixisme italià i era un fervent defensor de la "germanor llatina" i el mite de la "romanitat". Aquesta unió va durar poc, ja que el setmanari fou censurat pel govern republicà pel seu clar component feixista.
Paral·lelament, Onésimo Redondo Ortega estava promovent a Castella, amb les Juntas Castellanas de Actuación Hispánica, una nova ideologia ultradretana i radical que pretenia ‘salvar Espanya’ de l’ateisme, l’autonomisme, el marxisme, etc. Redondo defensava una glorificació de Castella, la religió i l’agricultura, així com l’existència d’una mena de conspiració judaica i maçona disposada a destruir Espanya i els seus valors.

## Història

Garra Hispánica, símbol utilitzat per les JONS.

A l'octubre de 1931 van nàixer les Juntas de Ofensiva Nacional-Sindicalista (JONS), a partir de la fusió dels grups liderats per Ledesma —La Conquista del Estado— i Redondo —Juntas Castellanas de Actuación Hispánica—. Junt amb aquest partit polític va nàixer la revista doctrinal JONS, que pretenia donar a l'organització una major presència als carrers i entre l'opinió pública.
La població espanyola no va tenir en consideració les recentment fundades JONS i la direcció del partit va adoptar una línia d'actuació més vinculada a la insurrecció armada que no a la recerca d'uns bons resultats electorals. Fou així com es van involucrar en el colp militar del general Sanjurjo al 1932, amb la seua posterior neutralització i la detenció de Ledesma i l'exili de Redondo. Després de la Sanjurjada, les JONS van ser perseguides i el partit va quedar en una situació molt delicada.
Paral·lelament, José Antonio Primo de Rivera, líder del Movimiento Español Sindicalista, va fundar Falange Española a l'octubre de 1933, junt amb Julio Ruiz de Alda i Alfonso García Valdecasas. Aquesta organització feixista tenia moltes versemblances amb les JONS, per la qual cosa, tot i les reticències de Ledesma, els militants d'ambdues van defensar la seua unió.
L'11 de febrer de 1934, les JONS es van fusionar amb Falange Española. D'aquesta unió va nàixer Falange Española de las JONS, partit dirigit pel triumvirat format pels propis Ramiro Ledesma, José Antonio Primo de Rivera i Julio Ruiz de Alda.

## Ideologia
Les JONS són considerades d'ideologia feixista i  nacional-revolucionària per buscar la revolució social i dotar-la d'esperit nacional que mantingués el poble com a sostenidor del nou Estat. El seu ideari es basava en set punts:
- la indiscutible unitat d'Espanya
- el respecte a la tradició religiosa
- l'apel·lació a la joventut (l'afiliació era limitada als menors de quaranta-cinc anys)
- l'aferrissat antimarxisme
- la proposta econòmica de sindicació obligatòria
- el control públic de la riquesa
- la dignificació plena dels treballadors

## Les JONS als Països Catalans
A Barcelona, la propaganda de les JONS fou iniciada per un grup reduït de simpatitzants d'extrema dreta, com Ildefons Cebriano, Josep Maluquer Cueto, José Maria Poblador Álvarez i Santiago Martín Busutil (mort al front de Santander el 1937), que combaté especialment l'autonomia de Catalunya i el separatisme. No assolí un cert desenvolupament fins després de la unificació de la Falange Española i les JONS, a través de l'activitat dels falangistes Luys Santamarina, Robert Bassas Figa i Josep Maria Fontana, més que no pas dels jonsistes, que foren marginats a partir del gener del 1935, quan Ledesma trencà les relacions amb José Antonio Primo de Rivera.
Les JONS tingueren un major dinamisme a València, sobretot en l'àmbit universitari. Les facultats valencianes de Medicina i Dret van comptar amb alumnes que es van veure atrets per les idees d'Onésimo Redondo. L'organització es va fundar a la ciutat de València per estudiants universitaris com Maximilià Lloret, Adolfo Rincón de Arellano i Fernando Albiñana. Aquests van organitzar protestes i diverses accions violentes, a més de fer una important tasca de propaganda a través del seu periòdic Patria Sindicalista.